# Gornyj (Oblast' di Rostov)
Gornyj (in russo Горный?) è un insediamento di tipo urbano della Russia europea meridionale situato nel distretto Krasnosulinskij dell'oblast' di Rostov.
Si trova a 20 km dal centro distrettuale Krasnyj Sulin.